# 骸骨乗組員
『骸骨乗組員』（がいこつのりくみいん、Skeleton Crew）はスティーヴン・キングが1985年に発表した短編集である。日本ではSkeleton Crewは3回にわけて邦訳され刊行されている。本項目ではその第1分冊に当たるものについて扱う。
収録作品の執筆時期にかなりの隔たりがあるのが本短編集の特徴である。最も旧い作品は『死神』で、これはキングが18歳の頃に書かれたものである。また、中編『霧』を総ページ数の半数以上を割いて収録している。

## 収録作品
- 序文 - Introduction（1984）訳:矢野浩三郎
- 握手しない男 - The Man Who Would Not Shake Hands（1982）訳:山本光伸
- ウエディング・ギグ - The Wedding Gig（1980）訳:山本光伸
- カインの末裔 (スティーヴン・キング) - Cain Rose up（1968）訳:松村光生
- 死神 - The Reaper's Image（1969）訳:松村光生
- ほら、虎がいる - Here There Be Tygers（1968）訳:松村光生
- 霧 - The Mist（1980）訳:矢野浩三郎

## 映像化された作品
- 『ミスト』 - 監督: フランク・ダラボン、主演: トーマス・ジェーン

## 出版情報
スティーヴン・キング短編傑作全集 1 骸骨乗組員（サンケイ文庫）
出版所：サンケイ出版
出版日：1987年3月10日
ISBN 4-383-02484-X
スケルトンクルー1 骸骨乗組員（扶桑社ミステリー）
発行所:扶桑社
出版日:1988年5月19日
ISBN 4-594-00284-6